# 大炊御門経秀
大炊御門 経秀（おおいのみかど つねひで）は、江戸時代中期の公卿。権大納言・大炊御門経音の子。官位は正二位・内大臣。大炊御門家23代当主。中御門天皇（114代）、桜町天皇（115代）、桃園天皇（116代）の三朝に亘って仕えた。

## 経歴
正徳2年（1712年）叙爵し、以降清華家当主として早いスピードで累進し、侍従・左近衛少将/中将を経て、享保9年（1724年）に従三位に達して公卿に列した。その後も踏歌節会外弁・権大納言を経て、延享4年（1747年）に右近衛大将・右馬寮御監となる。寛延2年（1749年）に内大臣に就任するも辞職。

## 系譜
- 父：大炊御門経音
- 母：菊姫 - 上杉綱憲養女、吉良義央の娘
- 妻：醍醐冬熙の娘
  - 男子：大炊御門家孝